# Herakleon (Gnostiker)
Herakleon (Mitte des 2. Jahrhunderts) war ein christlich-gnostischer Lehrer und gilt neben Ptolemäus als der bedeutendste Vertreter der westlichen Richtung des Valentinianismus. Während u. a. Theodotos die östliche Schule vertrat. Er gilt als der Schöpfer des ältesten bekannten Kommentars zu einer neutestamentlichen Schrift.

## Leben
Über sein Leben ist wenig bekannt. Irenäus von Lyon und Origenes bezeichnen ihn als einen Schüler des Valentinus. Nach Clemens von Alexandria war er der berühmteste Vertreter des Valentinianismus. Nach Hippolytus war er der Führer der Valentianer in Italien. Nach Origenes gab es in Alexandria Schüler des Herakleon, die Theologische Realenzyklopädie sieht darin jedoch keinen Hinweis auf ein tatsächliches Wirken in Alexandria.

## Werke
Herakleons Kommentar zum Johannesevangelium wird in etwa 48 Fragmenten bei Origenes überliefert, zwei weitere finden sich bei Clemens von Alexandria und einer bei Photius. Sie beziehen sich auf die ersten beiden, das vierte und das fünfte Kapitel. 
Während ein weiterer Valentinianer Ptolemaios  zuvor den Prolog des Johannesevangeliums kommentiert hatte. 
Clemens von Alexandria zitiert auch aus einem Kommentar zu Lukas Lk 12,8 .
In seinen Kommentaren zitiert er aus dem Alten Testament, den Evangelien, den Paulusbriefen und dem Hebräerbrief.

## Theologie
Die Exegese des Herakleon ist, wie auch die des Origenes, allegorisch. So wird in Johannes Joh 4  die Samaritanerin am Brunnen mit der Erlösung der Sophia verglichen. Das Wasser des Jakobsbrunnens ist das Judentum. Ihr Mann ist der geistliche Bräutigam des Pleroma, ihre früheren Ehemänner sind die Hyle oder das Reich des Teufels. Der königliche Beamte in Kafarnaum ist der Demiurg, der nicht feindlich aber kurzsichtig und unwissend ist, jedoch bereit, die Hilfe des Erlösers für seine Untertanen zu erbitten. Der Sohn des Beamten steht für die Psychiker, die geheilt und erlöst werden, wenn ihre Unwissenheit entfernt ist.
Allen Valentianern ist gemeinsam, dass sie eine ‚himmlische Welt‘, das Pleroma, beschreiben, welches aus dreißig Äönen, Welten, bestünde. Diese Äonen sind paarweise geordnet und werden nicht als Abstrakta verwendet, sondern stellen Hypostasen oder Personifikationen einzelner Eigenschaften der ihnen zugrundegelegten Göttlichkeit dar. Vom letzten dieser Äonen, der Sophia, ginge die Erschaffung der Welt aus. Die Entstehung der Materie und der Welt wird als Folge des Irrtums, nicht des Bösen und der Sünde, bewertet.
Ein eindeutiger Lehrunterschied zur apostolischen Kirche ist, dass er zwischen einem Gott der Wahrheit und einem untergeordneten Demiurgen unterscheidet, den er mit dem Gott der apostolischen Kirche und des Alten Testaments gleichsetzt.